# Маммен, Жанна
Жанна Маммен (нем. Jeanne Mammen, 21 ноября 1890, Берлин — 22 апреля 1976, Берлин) — немецкая художница-график, крупная фигура в художественной жизни Веймарской республики.

## Биография
Родилась в семье коммерсанта. Училась в Париже (Академия Жюлиана), Брюсселе, Риме. С началом Первой мировой войны перебралась в Голландию. В 1916 г. вернулась в Берлин. Рисовала для модных журналов, создавала киноафиши, сотрудничала с сатирическим журналом «Симплициссимус». Выставка в берлинской галерее «Гурлитт» (1930) сделала художницу известной. Среди работ этого периода (портреты, карикатуры, зарисовки уличных типов) выделяется цикл литографий «Песни Билитис» по мотивам одноимённой книги эротических стихов Пьера Луиса. Иллюстрировала также эротические стихи Верлена (Подруги, см.: ), Озарения Рембо. В 1932 г. посетила СССР.
С приходом нацистов к власти художница ушла во внутреннюю эмиграцию. Несколько десятилетий публика не видела её работ. Новое открытие Маммен началось после её выставок 1971 в Гамбурге и Штутгарте, оно было поддержано нарастающим феминистским движением.

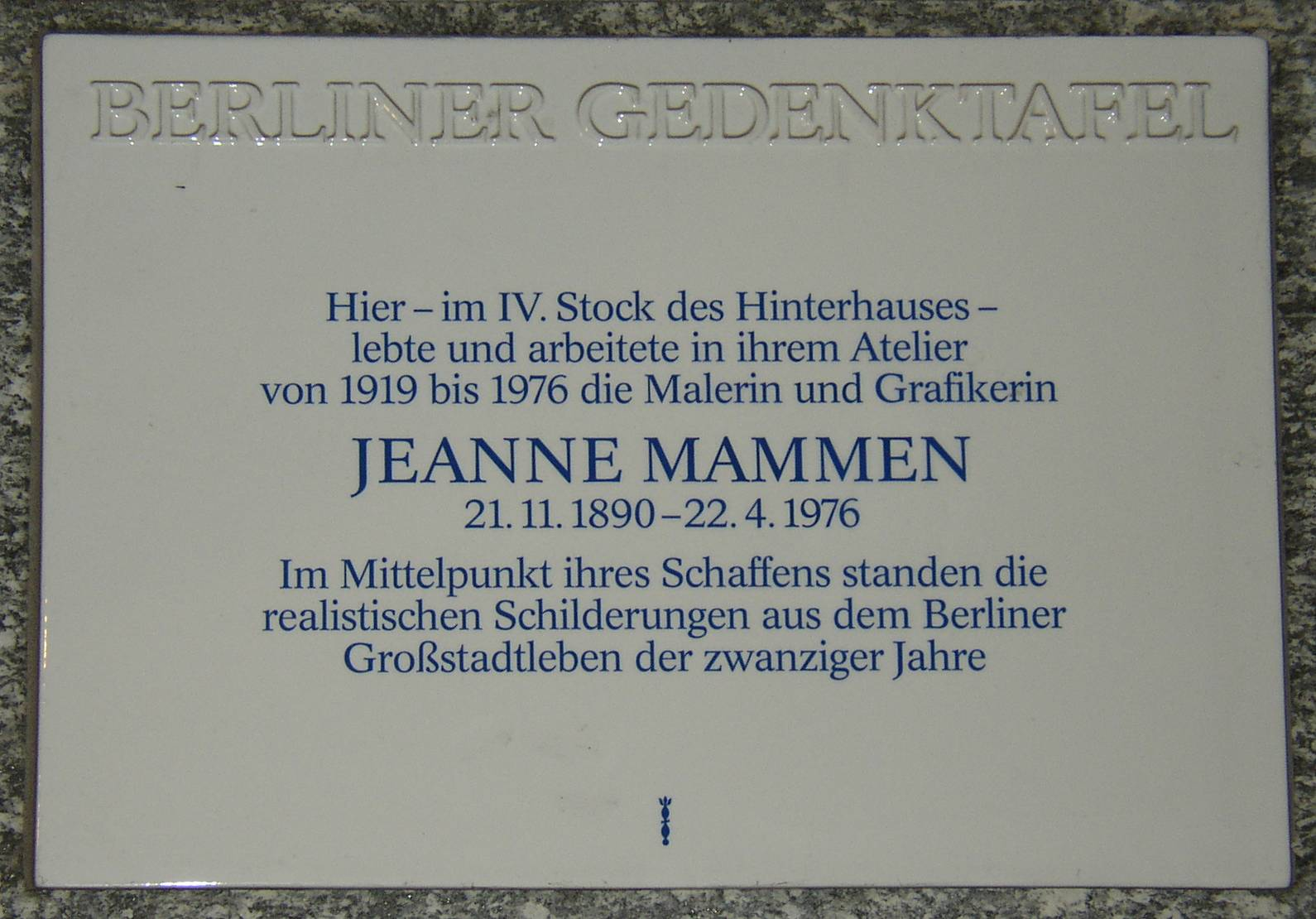
Мемориальная табличка на доме в Берлине, где жила и работала Жанна Маммен — Курфюрстендамм, 29

## Творчество
Художественная манера Маммен близка к школе новой вещественности, вместе с тем она отмечена влиянием символизма. С годами символический элемент становился всё ощутимей, после 1945 художница двигалась в сторону абстракционизма. С 1950-х годах активно разрабатывала технику коллажа.

## Наследие
Музей-мастерская Жанны Маммен расположена на берлинской улице Курфюрстендамм, 29.